# Turit Fröbe

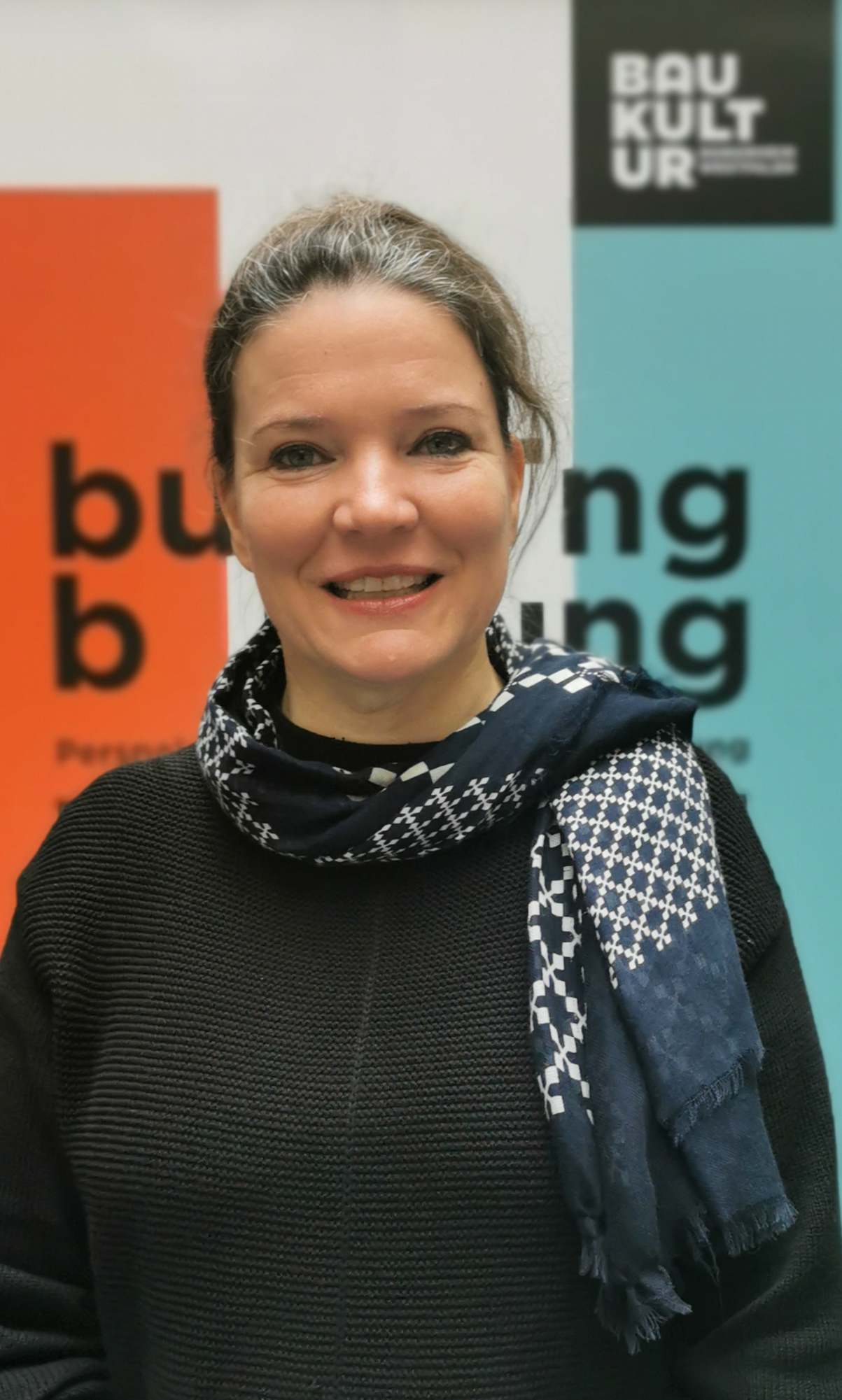
Turit Fröbe (2022)

Turit Fröbe (* 20. Januar 1971 in Rheda-Wiedenbrück) ist eine deutsche Architekturhistorikerin und Urbanistin.

## Leben
Turit Fröbe studierte von 1990 bis 1996 Kunstgeschichte und Klassische Archäologie an der Philipps-Universität Marburg und war von 1997 bis 2000 Stipendiatin am Graduiertenkolleg des kunsthistorischen Seminars der Universität Hamburg „Politische Ikonographie – Stadt, Land, Raum“. Sie absolvierte von 2003 bis 2006 ein Masterstudium Europäische Urbanistik an der Bauhaus-Universität Weimar und promovierte im November 2015 an der Universität Hamburg bei Wolfgang Kemp.
Von Oktober 2005 bis September 2017 war sie an der Universität der Künste Berlin zunächst als Wissenschaftliche Mitarbeiterin für Architekturgeschichte und Architekturtheorie im Studiengang Architektur tätig und später als Gastprofessorin (Oktober 2015 bis März 2017) und Wissenschaftliche Mitarbeiterin (November 2018 bis September 2019) im Bereich Ästhetische Bildung an der Grundschule der Künste.
Fröbe gründete 2014 das Büro Die Stadtdenkerei, mit dem sie unkonventionelle Strategien zur Baukulturvermittlung anbietet und Forschungsprojekte durchführt.

## Werke (Auswahl)
- 2016: Turit Fröbe: Die Inszenierung eines Mythos (= Bauwelt Fundamente, Band 157). Le Corbusier und die Akropolis. Birkhäuser Verlag, Basel 2016, ISBN 978-3-0356-1118-2.
- 2017: Turit Fröbe, Kirsten Winderlich (Hrsg.): SpielRaumStadt. Baukulturvermittlung für Kinder. Box mit Buch und »Stadtforscherset« (Skizzenheft und Kartenspiel), 16,4 × 22,6 × 2,5 cm. 1. Auflage. ATHENA-Verlag, Oberhausen 2017, ISBN 978-3-89896-665-8.
- 2018: Turit Fröbe: ALLES NUR FASSADE? DuMont Buchverlag, Köln 2018, ISBN 978-3-8321-9947-0.
- 2020: Turit Fröbe: Die Kunst der Bausünde. Bildband. DuMont Buchverlag, Köln 2020, ISBN 978-3-8321-9986-9.
- 2021: Turit Fröbe: Eigenwillige Eigenheime. Bildband. DuMont Buchverlag, Köln 2021, ISBN 978-3-8321-9992-0.
- 2022: Turit Fröbe: Der Abrisskalender 2023. Abreißkalender. DuMont Buchverlag, Köln 2022, ISBN 978-3-8321-6903-9.
- 2022: Turit Fröbe: Architekturpolitik in Finnland. Wie Baukulturelle Bildung gelingen kann. JOVIS Verlag, Berlin 2022, ISBN 978-3-86859-617-5.

## Medien
- 2002: Andreas Fasel: Abriss im Jahr 2004! - WELT Turit Fröbe und ihre kuriose Kalender-Idee: jedes Blatt ein architektonischer Schandfleck, 19. Mai 2002, abgerufen am 6. Juni 2024
- 2015: Daniel Fuhrhop: Verbietet das Bauen. Der Blog gegen die Bauwut. 2. November 2020, abgerufen am 22. November 2022.
- 2020: kk: Der Schlüssel zur Stadt. ARCHITEKTUR ALS ZWEITSPRACHE. 2. November 2020, abgerufen am 22. November 2022.
- 2020: Kerstin Kuhnekath: Baukulturelle Bildung: Begeisterung statt Erziehung. 29. Oktober 2020, abgerufen am 22. November 2022.
- 2021: Matthias Schmidt: Schotter-Gräber im Vorgarten und Gold-Kitsch am Gartentor: Willkommen in der Architekten-Hölle. Jeder darf bauen, fast wie er will. Wohin das führt, zeigt die Autorin Turit Fröbe in einem Band über missratene Häuser. 21. Februar 2021, abgerufen am 22. November 2022.
- 2021: Titus Arnu: „Nester des schlechten Geschmacks“. Schizo-Häuser, pseudotoskanische Villen, Fake-Fachwerk: Die Architekturhistorikerin Turit Fröbe sammelt Bausünden deutscher Häuslebauer. 26. Februar 2021, abgerufen am 22. November 2022.
- 2021: Christa Sigg: Zwischen Witz und Größenwahn: Bausünden sind keine Grenzen gesetzt. In deutschen Eigenheimsiedlungen treiben Fantasie und Sehnsucht seltsame Blüten. Die Architekturhistorikerin Turit Fröbe hat genau hingesehen und außerdem einen Blick auf die neue FC Bayern World in der Münchner Innenstadt geworfen. 1. März 2021, abgerufen am 22. November 2022.
- 2021: Philipp Löwe: »In den Einfamilienhaussiedlungen blühen die Exzesse«. Kunsthistorikerin über Deutschlands Bausünden. 3. März 2021, abgerufen am 22. November 2022.
- 2021: Silke Hohmann: Das Charmante im Schauderhaften. „Eigenwillige Eigenheime“. 1. April 2021, abgerufen am 22. November 2022.
- 2022: Britta Bürger: Architekturhistorikerin Turit Fröbe. Aus der Sendung Im Gespräch. 14. Januar 2022, abgerufen am 22. November 2022.
- 2022: Nicole Golombek: „Es gibt zu wenig gute Architektur im privaten Wohnbau“. Turit Fröbe über „Häuser des Jahres“. 10. Oktober 2022, abgerufen am 22. November 2022.